# Ким Минджон (дзюдоистка)
Ким Минджон (кор. 김민정, р.8 августа 1988) — южнокорейская дзюдоистка, чемпионка Азии, призёрка чемпионатов мира и Азиатских игр.

## Биография
Родилась в 1988 году. В 2014 году стала бронзовой призёркой Азиатских игр. В 2015 году завоевала серебряную медаль чемпионата Азии. В 2016 году стала чемпионкой Азии, а также приняла участие в Олимпийских играх в Рио-де-Жанейро и заняла там 5-е место. В 2017 году стала обладательницей серебряной медали чемпионата Азии и бронзовой медали чемпионата мира. В 2018 году завоевала серебряную медаль Азиатских игр.